# Hôpital de Hautepierre
L’hôpital de Hautepierre est un centre hospitalier universitaire situé à Strasbourg, dans le quartier de Hautepierre. Il est rattaché aux Hôpitaux universitaires de Strasbourg. Ouvert en 1979, il compte 916 lits.

## Accessibilité

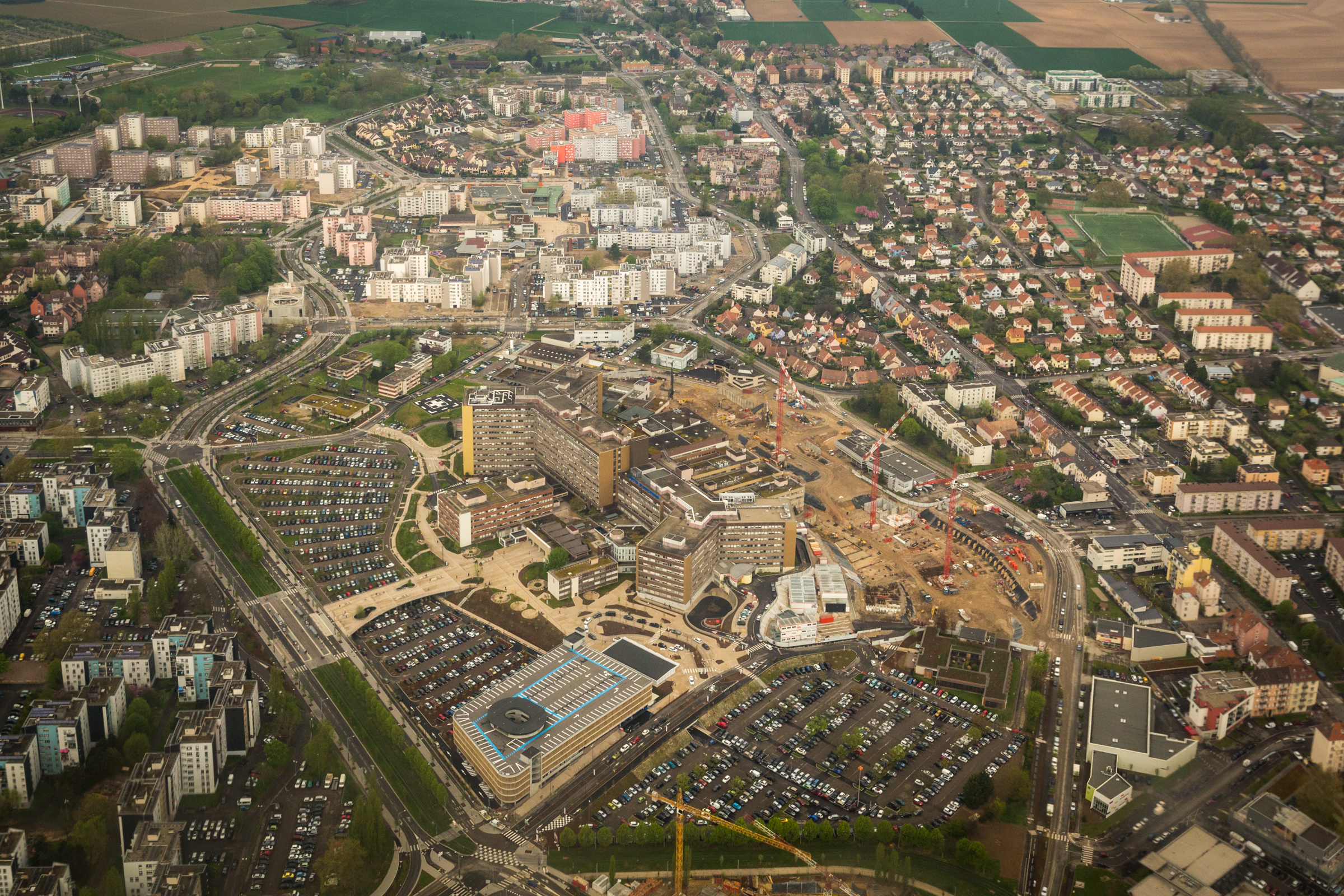
Vue aérienne de l’hôpital de Hautepierre.

L'hôpital est desservi par la ligne A du tramway de Strasbourg depuis 1994 et par la ligne D depuis 2013 via la station Hôpital de Hautepierre.
L'hôpital s'est étendu avec l'arrivée du PMTL (Plateau Médico-Technique Locomoteur) et l'IRC (Institut Régional du Cancer) en septembre 2018 et 2019.